# Bandera d'Almacelles
La bandera oficial d'Almacelles té la següent descripció:
Bandera apaïsada, de proporcions dos d'alt per tres d'ample (2x3, verd fosc, amb faixa blanca, de gruix 7/38 de l'alçària del drap, situada a 6/19 de la vora inferior, i amb un pentadàctil de porpra d'alçària 15/19 de la del drap i amplària 15/57 de la llargària del mateix drap, sobreposat a la faixa, i centrat, amb relació a les vores superior i inferior, a 6/57 de la vora de l'asta.

## Història
Va ser publicada en el DOGC el 17 de juny del 2005.